# Ellen Wiederhold

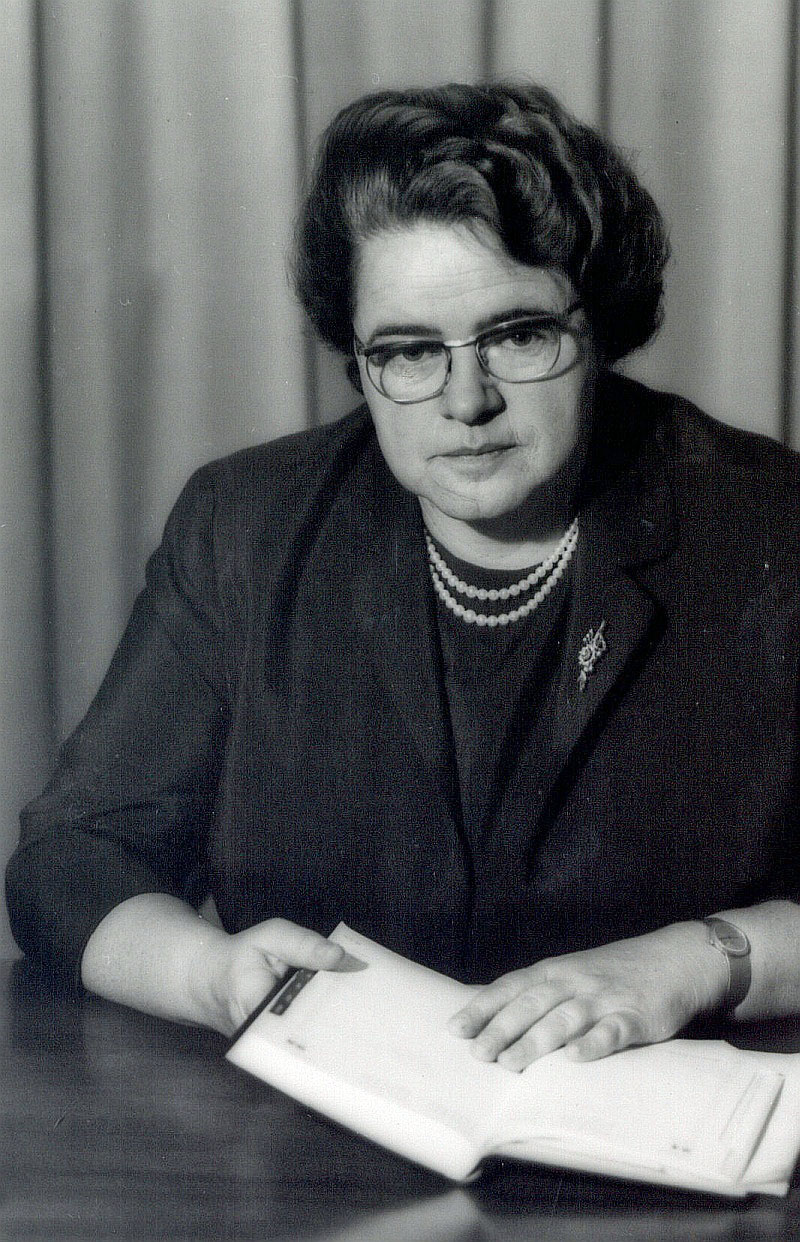
Ellen Wiederhold, Anfang 1960

Ellen Wiederhold (* 21. November 1921 in Hilden; † 4. September 1995) war eine deutsche Unternehmerin, Politikerin und Bürgermeisterin (CDU).

## Schule und Studium
Nach dem Besuch der Volksschule und des Helmholtz-Gymnasiums studierte sie ab 1940 an den Universitäten Heidelberg und Bonn Chemie und Naturwissenschaften und promovierte 1949 mit dem Thema „Ester sechswertiger Zuckeralkohole“ zum Dr. rer. nat.

## Unternehmerin
Nach dem Tod ihres Vaters Walter Wiederhold (1885–1959) übernahm sie die Leitung der Hermann Wiederhold Lackfabriken, die mit 2500 Mitarbeitern und einem Umsatz von 155 Millionen D-Mark (1966) zu den führenden Firmen dieser Branche zählte. Die Hildener Firma besaß Zweigbetriebe in Nürnberg und Etzen-Gesäß bei Bad König. Unter der breitgefächerten Produktpalette war die Marke „Ducolux“ weltweit bekannt. Zu den Kunden der Firma gehörten Baufirmen, Automobilwerke und auch die Deutsche Bundesbahn. Unter Ellen Wiederhold wurden in den Firmenlabors zwischen 1958 und 1969 die ersten Tagesleuchtfarben entwickelt. Tagesleuchtrot nach RAL 3024 erhöhte ab 1969 die Früherkennbarkeit von Feuerwehrfahrzeugen und senkte deren Unfallzahlen bei Alarmfahrten deutlich. Der Jahresumsatz der Lackfabrik Wiederhold stieg bis Anfang der 1970er Jahre auf 280 Millionen Mark.
Wegen sinkenden Absatzes aufgrund der im Herbst 1973 ausgelösten ersten Ölpreiskrise sowie der Flaute im Bausektor und in der Automobilindustrie musste sie das Unternehmen im Jahre 1975 an den britischen Chemiekonzern Imperial Chemical Industries (ICI) abtreten, der einen 70-Prozent-Anteil an dem Familienunternehmen erhielt. Sie selbst blieb noch einige Jahre Mitglied der Geschäftsleitung. Die britische ICI wurde später von dem niederländischen Konzern AkzoNobel übernommen.

## Bürgermeisterin

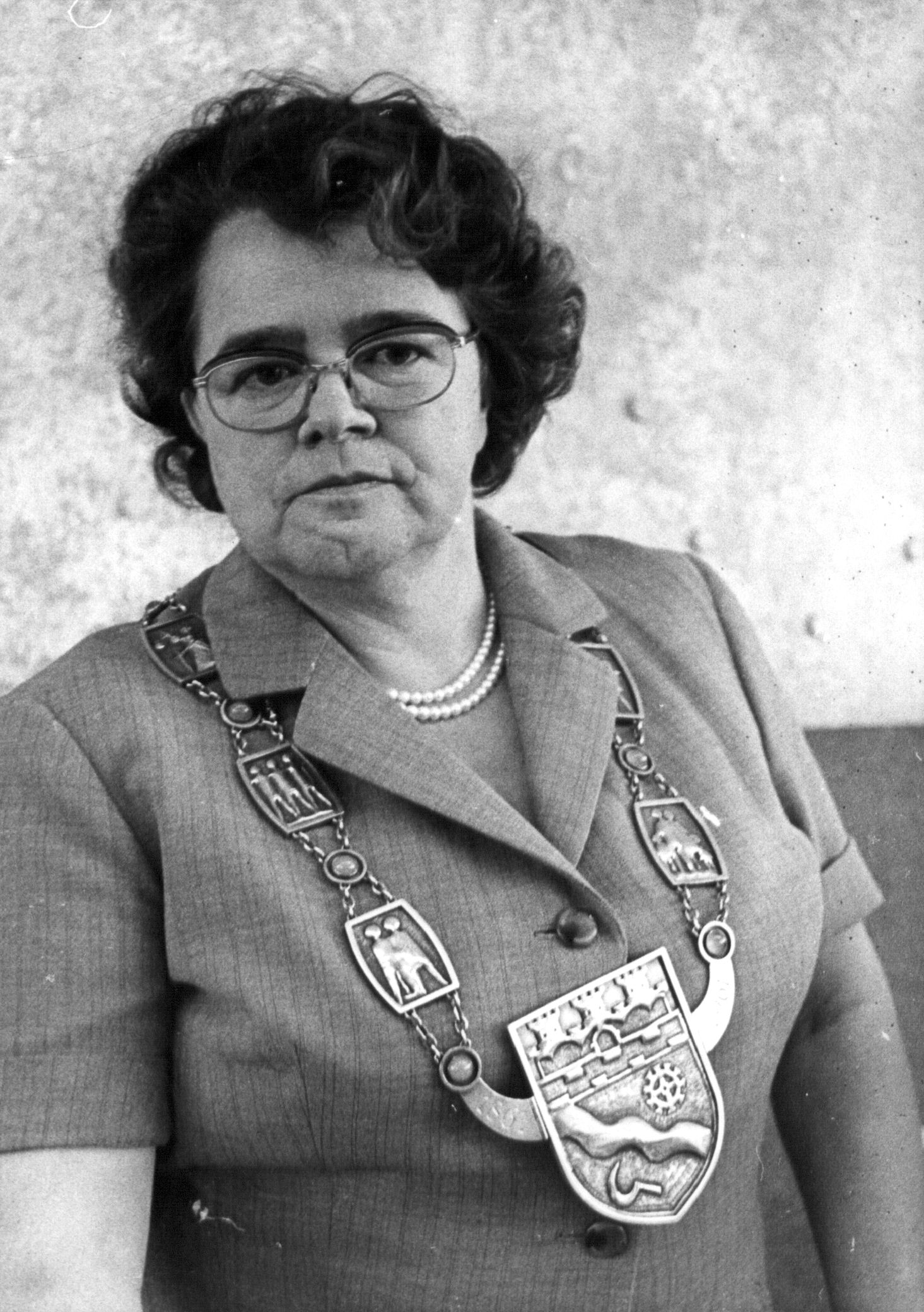
Bürgermeisterin Ellen Wiederhold mit Amtskette

Ellen Wiederhold war von 1969 bis 1994, also 25 Jahre, Bürgermeisterin der Stadt Hilden, sie war die erste Frau in diesem Amt. Sie erfreute sich wegen ihrer Fürsorglichkeit und ihres sozialen Engagements für die Bürger in der Stadt großer Beliebtheit und wurde deshalb mit großen Mehrheiten mehrmals wiedergewählt.
So war sie Schirmherrin des Verbands der Vertriebenen aus Schlesien – der Patenschaft Hilden – Wohlau. Sie förderte die Städte-Partnerschaften mit der britischen Stadt Warrington und dem tschechischen Nové Město. Sie unterhielt freundschaftliche Kontakte zum britischen Militär, das in der Stadt seit dem Kriege stationiert war, und darauf mit der Bundeswehr, die nach Abzug der Briten die Hildener Waldkaserne bezog. Sie unterstützte die zahlreichen sozialen Einrichtungen der Stadt und den Breitensport. Sie war wie ihr Vater Leitungsmitglied und von 1968 bis 1979 Vorsitzende des Hildener Industrie-Vereins. Für die Entwicklung der Stadt war ihr ausgezeichnetes Verhältnis zum damaligen Bundestagsabgeordneten, Bundesminister und Spitzenpolitiker Gerhard Schröder (nicht zu verwechseln mit dem gleichnamigen späteren Bundeskanzler von der SPD) förderlich.
Ellen Wiederhold wohnte auch im Alter dort, wo sie aufgewachsen war, im Roten Haus an der Düsseldorfer Straße 101 in Hilden. Ihr Vater Walter Wiederhold hatte 1909 das 1903 direkt gegenüber der Lackfabrik erbaute Landhaus des Bauunternehmers Otto Nebel (* 1870) erworben. Es wurde 2021 abgerissen.

## Ehrungen

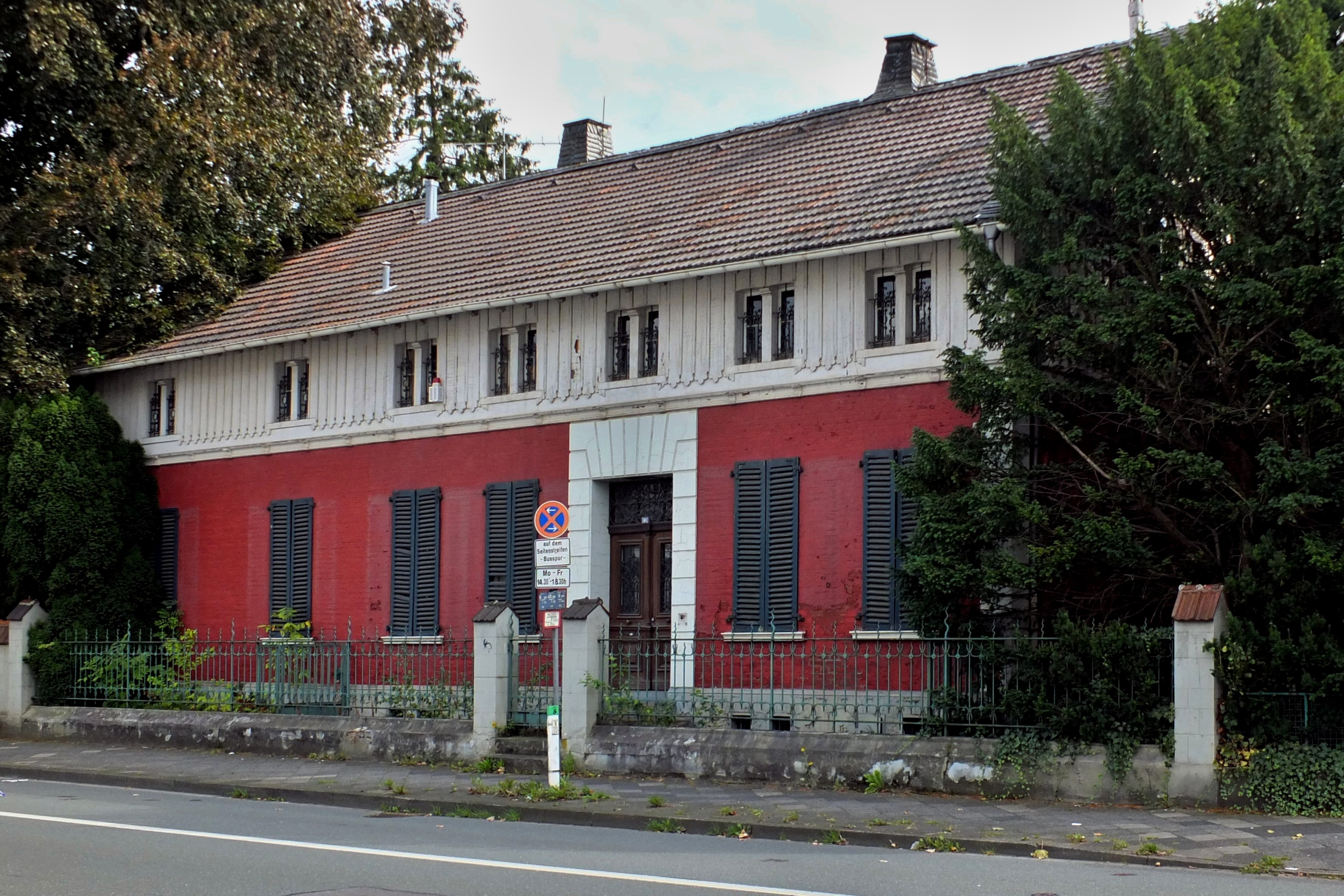
'Rotes Haus' – Geburts- und Wohnhaus von Ellen Wiederhold im Jahr 2013

Ellen Wiederhold wurde von den Bürgern der Stadt und den Mitarbeitern ihrer Firma als „mütterliche Patronin“ verehrt, die in Politik und Beruf – als Frau – „ihren Mann gestanden hat“. Liebevoll nannten sie die Hildener in ihrem südniederfränkischen Platt (Dialekt) „Us Ellen“! Nicht zuletzt wegen ihres Engagements für die Stadt und das von ihr geführte Unternehmen blieb sie unverheiratet, wurde aber Mutter von vier Adoptivkindern der vor ihr verstorbenen Schwester und Schwager.
Für ihre Verdienste um die Stadt Hilden erhielt sie im September 1984 das Bundesverdienstkreuz 1. Klasse sowie im September 1986 den Verdienstorden des Landes Nordrhein-Westfalen. Die deutsche Bundeswehr verlieh ihr bereits im März 1984 das Ehrenkreuz der Bundeswehr in Gold. Außerdem wurde sie im November 1994 zur Ehrenbürgerin der Stadt Hilden ernannt. In Hilden sind der Ellen-Wiederhold-Platz in der Stadtmitte, die Dr. Ellen-Wiederhold-Sporthalle und die integrative Kindertagesstätte Ellen Wiederhold nach ihr benannt.

## Grabstätte

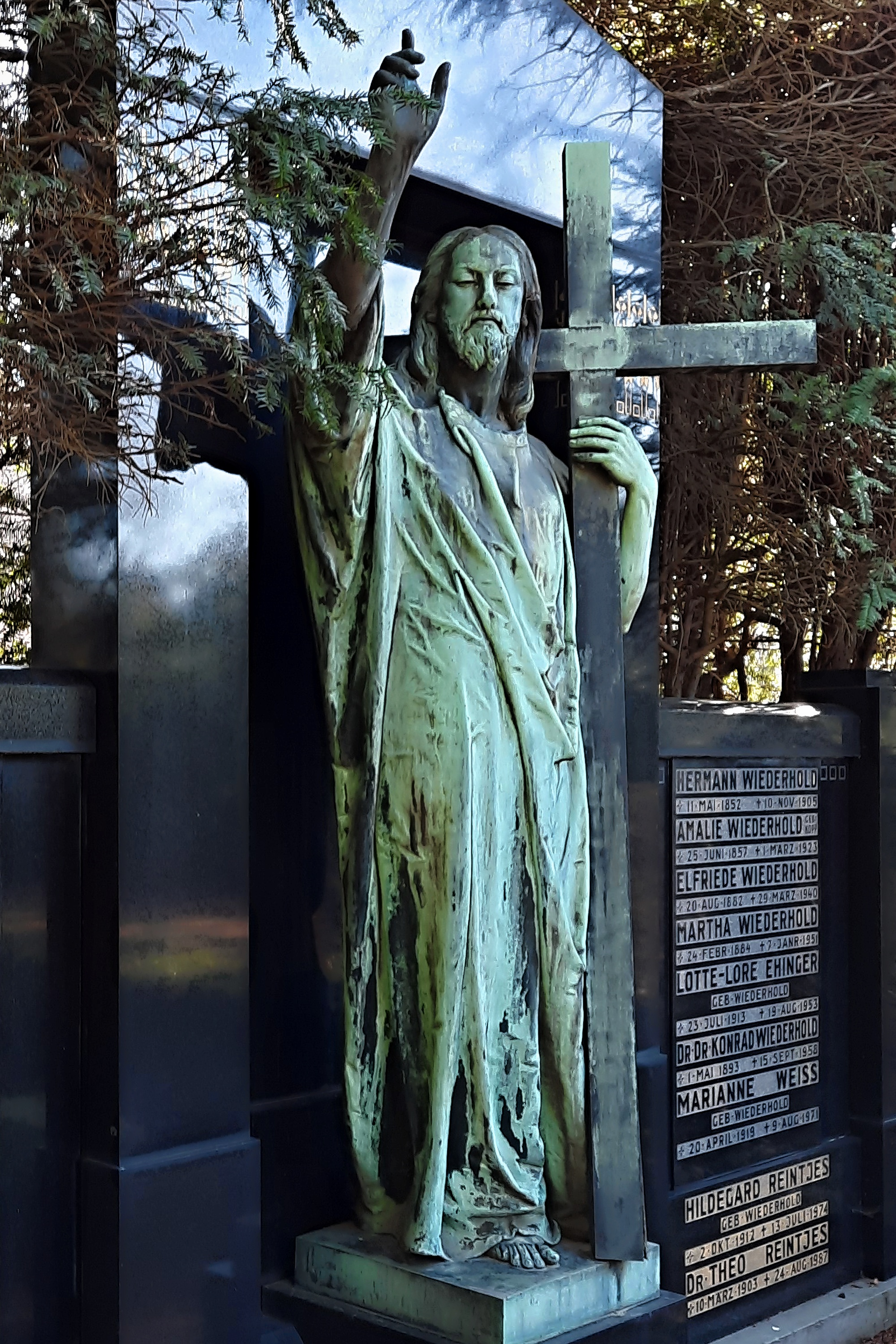
Familiengrab der Familie Wiederhold

Ellen Wiederhold ist in der Grabstätte der Familie Wiederhold im Hauptfriedhof in Hilden begraben.